# Episodi di 11eyes

Eyecatch dell'anime

Questa è la lista degli episodi dell'anime 11eyes, tratto dalla visual novel 11eyes: tsumi to batsu to aganai no shōjo. La storia procede con delle differenze rispetto al videogioco originale e ruota attorno ad un gruppo di studenti del liceo, che si ritrovano trasportati in un mondo parallelo da loro chiamato Notte Rossa. Qui sono costretti a combattere contro un gruppo di nemici misteriosi, i Cavalieri Neri, pronti a distruggerli per impedire il risveglio della strega Lisette. I combattimenti si intrecciano con i rapporti e il passato dei protagonisti.
La serie è stata prodotta da Doga Kobo ed è stata trasmessa per la prima volta in Giappone su Chiba TV e a seguire su altre reti a partire dal 6 ottobre fino al 22 dicembre 2009. Il 25 giugno 2010, dopo la trasmissione della serie TV e alla fine della pubblicazione in DVD della serie, viene pubblicato un settimo DVD contenente un episodio extra intitolato Il fantasma rosa e la storia del sogno. Nel Nord America i diritti sono stati acquisiti da Sentai Filmworks.
La sigla di apertura dell'anime è Arrival of Tears, interpretata dalla cantante Ayane, mentre il tema di chiusura è Sequentia, di Asriel.

## Lista episodi
| Nº  | Giapponese 「Kanji」 - Rōmaji - Traduzione letterale | In onda          | In onda |
| Nº  | Giapponese 「Kanji」 - Rōmaji - Traduzione letterale | Giapponese       |         |
| 1   | 「赤い夜～pirose'jszaka」 - Akai yoru～pirose'jszaka – "Notte rossa" | 6 ottobre 2009   |         |
| 1   | L'episodio inizia con un sogno in cui protagonista Kakeru Satsuki muore, ucciso da Yuka, una donna, co-protagonista della serie, che, a sua volta, si suicida. È Yuka, che osserva la scena e poi scoppia a piangere. Ma, grazie a dio, è solo un sogno. Successivamente viene raccontata la storia del passato dei due protagonisti : poco dopo al suicidio della sorella, Kakeru viene inviato in un orfanotrofio dove incontra Yuka : da quel momento inizia la loro "amicizia". Nel frattempo, in un posto misterioso e sconosciuto una sacerdotessa effettua un rituale,che finisce in qualche modo per ferirla. Contemporaneamente al liceo Niji (scuola dei protagonisti a di alcuni loro amici,Tadashi e Kaori) arriva dall'Italia una nuova ragazza, Momono Shiori che si interessa misteriosamente a Kakeru. Una ragazza con gli occhiali spia Kakeru e Yuka, i protagonisti ; improvvisamente mentre stavano andando verso il centro commerciale si ritrovano in una dimensione alternativa,che Yuka chiama la Notte Rossa. Entrati in quel luogo vengono attaccati da una serie di mostri, ma riescono miracolosamente a scappare. Al ritorno nella nostra dimensione, e scioccata dalla Notte Rossa, Yuka sviene a scuola, e Kakeru nel portarla all'ospedale incontra un ragazzo alquanto arrogante. Alla fine dell'episodio Kakeru e Yuka si ritrovano nuovamente nella Notte Rossa e accerchiati da mostri e senza possibilità di fuga. |                  |         |
| 2   | 「水晶の少女～egy lány -ban kristály」 - Suishō no shōjo～egy lány -ban kristály – "La fanciulla del Palazzo di Cristallo" | 13 ottobre 2009  |         |
| 2   | Yuka e Kakeru vengono salvati da una sacerdotessa dotata di poteri magici e incontrata nel primo episodio: afferma di chiamarsi Misuzu Kusakabe, in realtà una ragazza come loro che frequenza la terza classe nello stesso liceo di Yuka e Kakeru, e rivela ai due che la Notte Rossa venne creata di proposito, e coloro che giungono in quel luogo vengono "scelti" per acquisire specifici poteri. Nel cielo rosso di questa dimensione notano delle torri rosso cristallo, verso le quali si stanno dirigendo. Durante il cammino incontrano dei mostri umanoidi che indossano una corazza nera, che vogliono ucciderli. Tali mostri neri rappresentano sei dei sette vizi capitali. Tra questi una donna, dalla quale i ragazzi scapperanno. Giunti presso le torri incontrano Lisette, una dolce fanciulla rinchiusa in un cristallo, che li prega di salvarla. Misuzu pensa che potrebbe essere stata lei, in modo accidentale, a creare questo mondo e di essere stata travolta assieme a Yuka e Kakeru. Improvvisamente vengono attaccati dagli stessi cavalieri neri di prima. La sacerdotessa prova a difendersi, ma in quella dimensione i suoi poteri non funzionano : nel frattempo uno dei cavalieri gli dice che loro non dovrebbero stare in quel luogo, motivo rivolto soprattutto a Kakeru. Nel momento stessi in cui i cavalieri iniziano ad attaccare, i nostri eroi si ritrovano improvvisamente nel mondo reale. Kusakabe dice che vi sono altri tre cavalieri che popolano la Notte Rossa,e che conosce una di loro,ma è qualcosa che rivelerà a tempo debito. Intanto studierà l' "Occhio di Kakeru". Nel frattempo Yuka e Kakeru incontrano Tadashi e Kaori, e poco dopo Shiori, che dice di essersi persa. Dopo aver ascoltato alcune delle visioni della sorella di Kakeru, e sempre accompagnato da Yuka, Kakeru si reca al lavoro, dove incontra una nuova dipendente che dice di chiamarsi Yukiko Hirohara, in realtà la ragazza che spiava i protagonisti nel primo episodio. I ragazzi notano che è ferita, ma in poco tempo guarisce miracolosamente. Nel frattempo Kakeru è sconvolto da sogni sempre più strani e da più frequenti visioni della sorella. Alla fine dell'episodio gli viene consegnato un biglietto con scritto "Sei tu colui che ha risvegliato i Demoni". |                  |         |
| 3   | 「孤独な誇り～egyedülálló büszkeség」 - Kodoku na hokori～egyedülálló büszkeség – "Orgoglio solitario" | 20 ottobre 2009  |         |
| 3   | L'episodio si apre con l'apparizione di una luna rossa nel cielo del mondo reale. Nessuno sa il motivo di tale apparizione. Kakeru crede che, se i ragazzi si ritrovano spesso nella notte rossa sia a causa sua ,e per proteggere Yuka chiede a Kusakabe di insegnargli a combattere: all'inizio la ragazza si rifiuta, ma dopo aver visto che Kakeru si allenava da solo, decide di aiutarlo e di raccontare del suo passato : Kusakabe racconta di essere fuggita dal suo villaggio perché la volevano uccidere visto che era in possesso di 5 spade molto potenti e i cui nomi sono : Kogarasumaru Amakuni, Kashagiri Hiromitsu, Kannagiri Nagamistu, Tachibana Dousetsu Raikiri, Doujigiri Yasutsuna. Sono spade particolari utilizzate esclusivamente nei momenti di estremo bisogno ; per questo vengono sigillate (nel caso di Kusakabe il simbolo del sigillo si trovava nelle sue unghie). Durante l'allenamento Kakeru si arrabbia, il suo occhio inizia a brillare conducendolo nella Notte rossa. Questa volta dovrà affrontare due mostri corazzati, chiamati "Cavalieri Neri". I due cavalieri rivelano che in passato anche loro possedevano un corpo umano. Nel frattempo Kakeru combatte e uccide, con l'aiuto di una misteriosa ragazza, un cavaliere nero di nome Gula. Successivamente Kakeru e Yuka scappano da un altro cavaliere, ma senza riuscirci, anche se alla fine vengono salvati da un'altra ragazza, ragazza, che sorpresa, sembra essere la sorella morta del protagonista. |                  |         |
| 4   | 「仮面の微笑～a doboz mögött maszk」 - Kamen no hohoemi～a doboz mögött maszk – "Sorridendo dietro a una facciata" | 27 ottobre 2009  |         |
| 4   | In questo episodio si svela chi è la salvatrice di Kusakabe : è Yukiko, anche lei è un "frammento" ( persona che popola la Notte Rossa ) . A quanto pare sembra che lei conosca un altro "frammento", Tajima Takahisa (il ragazzo arrogante del primo episodio). Si assiste poi ad un flashback dove Tajima combatte da solo, avendo il potere di controllare le fiamme. Quando i quattro ragazzi gli vanno a parlare sembra rifiutare il loro aiuto, continuando nella sua lotta solitaria. L'allenamento di Kakeru continua, e questa volta assistono anche Yuka e Yukiko. Kusakabe capisce che il ragazzo combatte per difendere Yuka, allora pensa di attaccare la ragazza, ma prima che questo possa accadere, Kakeru sembra prevedere le mosse di Kasukabe, e difende la ragazza lasciando tutti a bocca aperta. I ragazzi si ritrovano all'improvviso nella Notte Rossa e questa volta dovranno combattere contro Ira (mentre Avaritia e Superbia sembrano sicuri che Ira sconfigga i "frammenti"). Togliendosi gli occhiali. Yukiko svela e attiva il suo potere, ma la sua personalità cambia : diventa forte come un ninja e i suoi movimenti divengono molto rapidi, ma quando sta per sconfiggere Ira, viene trafitta allo stomaco da una delle catene di Invidia. A salvare i ragazzi appare Takahisa, ma prima che lo scontro tra i due cavalieri oscuri e il ragazzo cominci, la Notte Rossa sembra finire. Nel mondo reale Yukiko sembra ancora viva, rivelando in realtà di essere immortale : infatti ogni sua ferita guarisce automaticamente, inoltre vedendo lo sguardo di comprensione degli altri ragazzi sembra essere felice. |                  |         |
| 5   | 「友と明日のために～barátoknak, holnapra」 - Tomo to asu no tame ni～barátoknak, holnapra – "Per i miei amici e per il domani" | 3 novembre 2009  |         |
| 5   | L'episodio si apre con il racconto sul passato di Saiko (l'infermiera della scuola, e niente di meno che la tutrice di Takahisa). Una volta era una criminale inseguita dalla polizia, ma un giorno incontra un adolescente, orfano ed indifeso e lo adotta. Kusakabe decide di presentare agli altri il "frammento" appena conosciuto : Tachibana Kukuri. La ragazza è muta , non è in grado di parlare, ma assomiglia in modo impressionante alla sorella di Kusakabe. Takahisa in sella alla sua moto, nota una barriera, inaccessibile solo ai "frammenti". Ma la Notte Rossa ancora una volta si attiva, e nessuno riesce a trovare Kukuri. Mentre Kusakabe combatte contro Invidia, Kakeru combatte contro Ira, e qui, durante questo combattimento, scopre il suo potere: il suo occhio è in grado di "vedere" i movimenti futuri dell'avversario : riesce così ad uccidere Ira (scompare così un'altra torre, come era successo tempo prima con l'uccisione di Gula). Alla fine dell'episodio Kakeru cade per terra e inizia a tremare, mentre Lisette una volta prigioniera dei "Cavalieri Neri", afferma di essersi risvegliata. |                  |         |
| 6   | 「心乱れて〜szíbtép fájdalom」 - Kokoro midarete〜szíbtép fájdalom – "Cuore confuso" | 10 novembre 2009 |         |
| 6   | Il sistema nervoso di Kakeru è compromesso, a causa dell'uso dell'Occhio Magico. Kusakabe cerca di aiutarlo attraverso un incantesimo che gli accelererà la rigenerazione. Durante l'incantesimo Kakeru farà un sogno nel quale un uomo del passato che possedeva il suo stesso occhio, (l'occhio di Aeon) gli rivela che Yuka morirà. L'incantesimo riesce, ed il mattino successivo il protagonista si riprende, ma un incontro tra Kukeru e Kusakabe spinge una Yuka gelosa a fuggire. Kukeru inizia così ad inseguirla. Nel frattempo Kusakabe racconta del sogno del ragazzo a Kukuri e a Yukiko. Quest'ultima rivela di sapere già questa storia. L'occhio di Aeon, chiamato anche "occhio del male". Nel Medioevo, un Re chiamato Verard possedeva quest' Occhio magico, ma venne ingannato da una strega che lo spinse a suicidarsi. Kusakabe pensa che la strega in questione possa essere Lisette. Nel frattempo Kakeru e Yuka si incontrano: la ragazza ammette di essere gelosa, così chiede al ragazzo di baciarla, ma il ragazzo dice che non può farlo. Takahisa intanto rivela l'esistenza di una barriera intorno alla città, creata con lo scopo di intrappolare i "frammenti". Improvvisamente arriva la Notte Rossa. Questa volta i ragazzi si confrontano contro Acedia, che viene trafitto da Kukuri, la quale finalmente rivela il suo potere, ossia quello di creare e controllare le catene. L'episodio termina con una parte di Acedia che fugge. |                  |         |
| 7   | 「歪んだ覚醒～kanyargós ébredés」 - Yuganda kakusei～kanyargós ébredés – "Il risveglio agitato" | 17 novembre 2009 |         |
| 7   | Acedia muore, ma si scopre che in realtà era composto da due entità, la seconda è Scholastica. La Notte Rossa non è ancora finita, e vede i ragazzi ancora alla ricerca di Yuka. Durante la ricerca combattono diversi nemici. Finalmente Yukiko riesce a trovarla, ma prostrata da una profonda depressione. Così Yukiko per incoraggiarla le racconta del suo passato consigliandola a non usare mai il suo potere, qualunque esso sia. Le racconta di quando viveva in Drasvenia, dove si combatteva una terribile guerra. Visto che il suo corpo era immortale, veniva usata sia come kamikaze che come guerriera. Dopo la morte dei suoi genitori, dei suoi amici e dei suoi compagni, decise di sigillare il suo potere e di fuggire. Lisette approfittando dell'assenza dei Cavalieri Neri, impegnati a combattere i "frammenti", cerca di liberarsi, ma viene fermata da Avaritia. All'improvviso appare dal cielo una Luce Blu che uccide Scholastica davanti a Kakeru e Takahisa, che poi si ritrovano a combattere contro Invidia. Solo grazie all'aiuto di Kukuri, Yukiko e Yuka (il suo potere, in quel momento rivelato, è in grado di annullare tutti i poteri degli altri): il Cavaliere Nero muore (lasciando vivi solo gli altri due cavalieri). Nel frattempo Superbia combatte contro Kusakabe, la quale scopre che il Cavaliere Nero è in realtà Kusakabe Misao, la donna che ha ammirato fin da quando era piccola, che si ritira dal combattimento nel momento in cui vede Kusakabe stremata a terra. |                  |         |
| 8   | 「逢魔が時～félhomály öv」 - Ōma ga toki～félhomály öv – "L'ora del fantasma" | 24 novembre 2009 |         |
| 8   | I Cavalieri Neri sopravvissuti dalla Notte Rossa, sono solo due: Avaritia e Superbia. Kusakabe sapendo che Superbia non è altro che Kusakae Misao, una donna molto potente nelle arti magiche, crea uno scudo invisibile intorno alla tenuta dove risiede il gruppo dei ragazzi; inoltre fa bere parte un po' del suo sangue a Kakeru, in questo modo diventerà più abile e acquisterà i suoi stessi poteri. Poco dopo aver bevuto il sangue di Kusakae, Kakeru sarà in grado di ferirla in combattimento. Yuka osserva la scena nascosta, e, davanti agli occhi dei due, beve dalla ferità della sacerdotessa. Kakeru scopre che è stata Kukuri ad inviare le lettere su cui vi era scritto : "Sei tu colui che ha risvegliato i Demoni". La ragazza non dice nulla al riguardo, ma scrive che non ricorda il suo futuro. Il rapporto tra Takahisa e Yukiko ormai è prossimo all'intimità, e Yukiko desidera che nessuno muoia. Shiori, che nel frattempo è rimasta ad osservare il gruppo, percepisce che non può più lasciarli soli: lei sa tutto fin dal principio; infatti era stata lei ad uccidere Scholastica. Così si infiltra nella tenuta dove stanno i protagonisti ed incontra Kakeru, lo attacca, e gli rivela di essere stata mandata in quella scuola dal Sacro Ufficio dell'Indice dei Libri Proibiti, e che in realtà il suo vero nome è Shoka no Ursula. Alla fine dell'episodio la ragazza rivela di fare tutto questo perché "è stato lui a risvegliare i demoni". |                  |         |
| 9   | 「壊れた絆～törött kötés」 - Kowareta kizuna～törött kötés – "Legami spezzati" | 1º dicembre 2009 |         |
| 9   | L'episodio si allaccia al precedente: Shiori attacca Kakeru, con lo scopo di mettere alla prova le abilità del ragazzo. Shiori gli dice che essendo stato lui svegliare i demoni, è suo dovere sconfiggerli definitivamente. Yukiko e Takahisa, nel frattempo, trovano il corpo senza vita di Saiko, uccisa da Superbia, che appare di fronte ai ragazzi. Takahisa perde il controllo e inizia a lottare nel mondo normale, contro Superbia, mettendo a ferro e fuoco la città. In realtà la Superbia che sta combattendo Takahisa, è solo una copia illusoria, ma il ragazzo non è più in grado di fermarsi e chiede aiuto a Yukiko. Nel momento in cui lo scudo della Tenuta viene distrutto, appare la vera Superbia che crea copie di tutti i Cavalieri Neri morti. Questi combattono contro Kakeru, mentre Superbia, che si rivela essere Misao, combatte contro Kusakabe, che verrà sconfitta. Infatti due delle sue spade verranno distrutte, ma verrà salvata appena in tempo da Kakeru, che nel frattempo aveva eliminato le copie dei Cavalieri Neri. Superbia decide allora di ritirarsi. Alla fine dell'episodio Shiori rivela a Kakeru, Yuka, Takahisa e Kukuri, che il Sacro Ufficio dell'Indice dei Libri Proibiti è una gilda incaricata a fermare ogni magia che può indurre al caos, e che lei stessa è una maga. Non solo, si scopre addirittura che persino i Cavalieri Neri fanno parte di quella gilda. |                  |         |
| 10  | 「魔女覚醒～bukott angyal」 - Majo kakusei～bukott angyal – "Il risveglio della strega" | 8 dicembre 2009  |         |
| 10  | Yukiko per fermare Takahisa è costretta ad ucciderlo. La ragazza a causa del delitto compiuto, cade in depressione iniziando così a comprendere l'amore che provava per il ragazzo. Shiori rivela a Kusakabe e Kakeru che i Cavalieri Neri combattono per la giustizia, e, gli spiega, sia il motivo per cui i ragazzi vengono chiamati "frammenti", che del passato di Lisette. All'inizio del XIII secolo, Lisette divenne una strega immortale, e si innamorò perdutamente di Verard, buono e bravo sovrano della Drasvenia, a quel tempo possessore del Occhio di Aeos. Shiori racconta che in quel regno era scoppiata una terribile guerra civile. Il Re venne tradito e assassinato dai suoi uomini più fidati. Da quel momento in poi Lisette cambiò radicalmente il suo carattere, divenendo malvagia e cambiando il nome in Liselotte. Essa voleva sterminare la razza umana e distruggere il mondo intero, per averla privata del suo unico amore. "Il sacro ufficio del libri Proibiti" fu l'unica gilda che riuscì a fermarla dal compiere l'apocalisse. Solo 61 anni prima della storia originale corrente, riuscirono a trovare il modo per bloccarla definitivamente, rinchiudendola nella dimensione alternativa della Notte Rossa. Inoltre venne intrappolata in un cristallo in grado di farle perdere tutti i suoi poteri e la memoria. Purtroppo gli eroi che la sconfissero pagarono un prezzo molto alto per averla sigillata: assunsero delle grottesche sembianze e divennero appunto i Cavalieri Neri. Per impedire che la strega potesse liberarsi, era necessario inoltre il costante sorvegliamento di Liselotte da parte degli stessi cavalieri, costretti a restare all'interno della Notte Rossa per l'eternità. Il cristallo, per resistere agli eventuali tentativi della strega di liberarsi, aveva bisogno di obelischi di supporto creati dai Cavalieri Neri stessi. Gli obelischi sono strettamente collegati con la vita di chi li ha creati, infatti se un cavaliere nero muore, viene automaticamente distrutto il rispettivo obelisco di controllo sul cristallo. I ragazzi protagonisti vengono inoltre definiti "frammenti", perché dentro al loro corpo ci sono veri e propri "frammenti": in totale ce ne sono sette, Kakeru, Kusakabe, Yuka, Shiori, Yukiko, Kukuri, Takahisa e La stessa Liselotte. Questi frammenti formano una chiave, la Pietra del Vuoto, in grado di aprire le porte dell'Inferno: la Luna Rossa. Con tutti e sette i frammenti, Liselotte diventerebbe completamente invincibile e nessuno sarebbe più in grado di fermarla, la sua Pietra del Vuoto era stata infatti divisa in sette frammenti indistruttibili, sei dei quali erano stati nascosti. Se i sette frammenti dovessero riunirsi, il mondo finirà proprio come voleva Liselotte. Inoltre secondo i Cavalieri Neri, re Verdad sarà in grado di controllare il corpo di Kakeru. Kusakabe scoprendo che non è stata Kukuri a scrivere quel biglietto, le chiede scusa recuperando così il loro rapporto. Inoltre aiuta anche Kusakabe, incapace di sopportare la sconfitta contro Superbia. Alla fine la ragazza piange sulle sue spalle e le chiede di prendere ancora un po' del suo sangue così diventerà più potente. Yuka diventa sempre più gelosa, fin a quando sentendo l'odore di Kusakabe su Kakeru, decide di baciarlo. Shiori rivela che ogni "frammento" è stato portato in un mondo diverso, inoltre questo mondo attuale è di Yuka, e che Kukuri in realtà è solo un'illusione in quanto nel suo vero mondo in realtà era già morta, mentre qui è stata creata inconsapevolmente da Yuka: con tale consapevolezza acquisita, l'illusione viene quindi eliminata automaticamente. Yukiko dice che non potrà mai perdonare i Cavalieri Neri per quello che hanno fatto a Takahisa, così, quando inizia la Notte Rossa, Yukiko si dirige dove risiedono Lisette, Superbia e Avaritia. Lottando contro Superbia, Yukiko verrà trafitta e il Cavaliere Nero le prenderà il suo frammento: così facendo terminerà anche la sua immortalità. L'episodio finisce con i ragazzi sopravvissuti che osservano il corpo senza vita di Yukiko. |                  |         |
| 11  | 「滅亡という選択～válogatott-hoz kialvás」 - Metsubō to iu sentaku～válogatott-hoz kialvás – "La scelta chiamata Distruzione" | 15 dicembre 2009 |         |
| 11  | L'episodio si apre con la liberazione di Lisette da parte di Yuka davanti agli occhi dei Cavalieri e dei frammenti rimasti. Poco dopo la sua liberazione, Lisette ricorda tutto ritornando ad essere la malvagia Liselotte, e recupera il frammento di Yukiko. Nel frattempo colpisce Yuka facendo apparentemente morire la ragazza, recuperando il suo frammento. Avaritia per paura che la strega uccida i ragazzi, e recuperi quindi gli altri frammenti, manda i sopravvissuti nel mondo reale, (quello creato da Yuka). Shiori però, grazie ai suoi poteri, rimane, e chiede ai due cavalieri rimasti di combattere insieme a loro. Ad unirsi alla battaglia ci sarà anche Georgius, drago alato che viene evocato da Avaritia, e Abraxas che in realtà è Kukuri venuta sotto forma di Angelo per combattere la strega malvagia. Intanto nell'altro mondo, Kakeru e Kusakabe credono che Yuka sia ancora viva, visto che il mondo da lei creato esiste ancora. I ragazzi cercano un modo per potenziare velocemente i loro poteri. Secondo un rituale, quando due corpi si uniscono, i poteri diventano più forti ad entrambi. Kakeru all'inizio è contrario dal compiere il rito, ma Kusakabe rivela che lo ama, così i due fanno l'amore e alla fine riescono a creare un varco per tornare nella Notte Rossa. Dal varco arriva Superbia con le sue vere sembianze (cioè quelle di Misao) che informa loro della morte di Avaritia, Shiori e Kukuri. Il varco sembra richiudersi ma prima che questo accada, arriva Yuka che improvvisamente con una spada trapassa Kakeru uccidendolo e recupera l'occhio di Aeos. In realtà era Liselotte, che aveva preso le sembianze di Yuka. L'episodio termina con Kusakabe, unica rimasta in vita del gruppo dei ragazzi, che viene ricoperta dall'oscurità prodotta da Liselotte, riconosce che non c'è più nulla da fare, la strega è invincibile e la fine del mondo è ormai inevitabile. |                  |         |
| 12  | 「闇夜の暁～a sötét hajnal」 - Yamiyo no akatsuki～a sötét hajnal – "All'alba della notte oscura" | 22 dicembre 2009 |         |
| 12  | In questo episodio si scopre che ciò che è accaduto in precedenza, terminato con la fine del mondo, era solo una visione del futuro di Kakeru, dopo che Yuka libera Liselotte. In questo modo la strega non avrà mai il frammento di Yuka. Kakeru credeva che uccidendosi, la strega non avrebbe mai più potuto aprire le porte dell'inferno, così cerca di suicidarsi puntandosi la spada alla gola, ma viene fermato da Yuka. Dopo alcuni flashback del passato in cui si può notare l'affetto di Yuka per Kakeru, apparirà Abraxas che svelerà gli ultimi misteri della storia. Yuka proviene da un mondo diverso: in quel mondo era protetta Abraxas, che era anche il suo angelo custode. Si scopre così che anche Shiori aveva avvertito tutte le Kukuri di tutti e sette i mondi (inducendole tutte al suicidio per quello che avrebbe dovuto accadere). Sapendo che nel corpo del fratello, Kakeru vi era uno dei frammenti di Yuka, lo uccide e poi si suicida, ma questo accade soltanto per la Kukuri che aveva Abraxas in un mondo diverso. Poco dopo i ragazzi rimasti insieme ai due cavalieri, si scontrano con Liselotte ma le cose non sembrano cambiare, Shiori muore consegnando il suo frammento al Kukuri, in modo tale da imprigionare la strega: Abraxas così torna nel regno dei cieli. Verard parla attraverso l'occhio di Kakeru: e implorerà la strega sua amata affinché desista dal suo intento di distruggere il mondo. Ma la strega non si ferma nemmeno dopo aver ascoltato le parole del suo amato, e solo grazie al sacrificio di Avaritia, verrà imprigionata definitivamente in un'altra dimensione. La storia termina i con i superstiti (cioè Kakeru e Kusakabe) nel momento in cui vengono condotti nel mondo reale grazie all'intervento di Misao, vedono la fine della Notte Rossa, ormai collassata a causa della morte del suo creatore originale (Avaritia). |                  |         |
| OAV | 「桃色幻夢譚 〜rö zsaszí n é jszaka」 - Momoiro Genmutan 〜rö zsaszí n é jszaka – "Il fantasma rosa e la storia del sogno" | 25 giugno 2010   |         |

## Pubblicazione

### Giappone
La serie è stata pubblicata in DVD e Blu-Ray Disc in edizione limitata e regolare dal 25 dicembre 2009 al 25 giugno 2010.
| N° | Data             | Dischi | Episodi  | Extra | Fonti |
| -- | ---------------- | ------ | -------- | ----- | ----- |
| 1  | 25 dicembre 2009 | 1      | 1-2      | /     | [ 3 ] |
| 2  | 29 gennaio 2010  | 1      | 3-4      | /     | [ 4 ] |
| 3  | 26 febbraio 2010 | 1      | 5-6      | /     | [ 5 ] |
| 4  | 17 marzo 2010    | 1      | 7-8      | /     | [ 6 ] |
| 5  | 30 aprile 2010   | 1      | 9-10     | /     | [ 7 ] |
| 6  | 28 maggio 2010   | 1      | 11-12    | /     | [ 8 ] |
| 7  | 25 giugno 2010   | 1      | 13 (OAV) | /     | [ 9 ] |